# Macouniella
Macouniella là một chi rêu trong họ Leucodontaceae.